# 1983
Il 1983 (MCMLXXXIII in numeri romani) è un anno  del XX secolo.

## Eventi

### Gennaio
- 1º gennaio – ARPANET cambia ufficialmente protocollo per usare Internet Protocol dando vita a Internet.
- 2 gennaio – New York: dopo 2.377 rappresentazioni, il musical Annie viene messo in scena per l'ultima volta all'Uris Theatre di Broadway.
- 6 gennaio – Papa Giovanni Paolo II promulga la bolla di indizione del giubileo per il 1950º anniversario della Redenzione.
- 11 gennaio – Napoli: nasce Alessandra Abbisogno, la prima bambina italiana in provetta.
- 18 gennaio – Il Comitato Olimpico Internazionale restituisce le medaglie olimpiche di Jim Thorpe ai suoi familiari
- 19 gennaio
  - Stati Uniti: il personal computer Apple Lisa viene annunciato da Apple Computer.
  - Cape Canaveral (Florida), Stati Uniti: viene presentata alla stampa internazionale la nuova Fiat Uno.
- 22 gennaio – Björn Borg si ritira dal tennis dopo aver vinto per 5 volte di seguito il Torneo di Wimbledon.
- 24 gennaio – Roma: si conclude il processo Moro con l'ergastolo a Mario Moretti, Prospero Gallinari, Lauro Azzolini e altri 29 imputati.
- 26 gennaio – esce la prima versione di Lotus 1-2-3.

### Febbraio
- 4 febbraio – alle ore 17.45 viene scattata la prima foto del virus HIV da parte di C. Dauguet.
- 13 febbraio
  - Torino: nell'incendio del Cinema Statuto durante la proiezione del film francese La capra perdono la vita 64 persone a causa dell'inalazione dei fumi tossici sprigionatisi dai materiali altamente combustibili di cui erano rivestite le poltrone della sala. In seguito a tale evento verranno modificate le normative di sicurezza in materia di locali pubblici in Italia.
  - Ayas: nella frazione di Champoluc, nota stazione sciistica, il crollo dell'ovovia, utilizzata per la salita verso Crest, provoca la morte di 11 persone.

### Marzo
- 6 marzo – arriva sul mercato il primo telefono cellulare palmare al mondo (Motorola DynaTAC 8000X).[1] Riceverà l'approvazione dalla FCC statunitense il 21 settembre dello stesso anno e sarà commercializzato dal 13 marzo 1984.
- 15 marzo - Filippo Montesi, marò di leva del battaglione "San Marco" della Marina Militare, viene ucciso in una imboscata durante la missione ITALCON "Libano 2", mentre si trovava in azione di pattugliamento notturno sulla via dell'aeroporto di Beirut.
- 21 marzo – la CEE decide, nel quadro di un più generale riallineamento delle monete, la svalutazione della lira del 2,5%.
- 23 marzo – Stati Uniti: discorso di Ronald Reagan con il quale annuncia l'avvio della S.D.I. (iniziativa di difesa strategica), che diventa presto nota con il nome di "scudo spaziale".

### Aprile
- 3 aprile – la società editrice del quotidiano Paese Sera invia le lettere ai suoi dipendenti per annunciarne la chiusura e i conseguenti licenziamenti. Il quotidiano verrà salvato
- 18 aprile – Libano: un'autobomba esplode nei pressi dell'Ambasciata USA. Muoiono 63 persone, tra cui 17 cittadini statunitensi.
  - Stati Uniti: nasce il canale televisivo Disney Channel.
- 23 aprile – il Lussemburgo vince l'Eurovision Song Contest, ospitato a Monaco di Baviera, Germania Ovest.
- 26 aprile – tragico incidente nella galleria del Melarancio, sull'Autostrada A1, nei pressi dell'uscita Firenze Certosa; un pullman di studenti di una scuola media partito da Napoli e diretto in gita scolastica al lago di Garda si scontra con un autoarticolato. Nella drammatica collisione perdono la vita 11 bambini originari del quartiere Arenella e 38 tra studenti, insegnanti e accompagnatori rimangono feriti.

### Maggio
- 7 maggio – Roma: scompare in circostanze misteriose Mirella Gregori, il caso sarà poi collegato a quello di Emanuela Orlandi scomparsa 40 giorni dopo.
- 8 maggio - Pareggiando 1-1 a Genova con il Genoa, reti di Pruzzo e Fiorini, la Roma vince il suo secondo titolo italiano.
- 17 maggio – Stati Uniti: esce al cinema il terzo episodio della saga di Guerre stellari: Il Ritorno dello Jedi.
- 25 maggio
  - Egitto: muore Idris, l'ultimo re di Libia.
  - Atene: L'Amburgo conquista la Coppa dei Campioni battendo 1-0 la Juventus.

### Giugno
- 4 giugno – Francia: la nazionale italiana di basket vince il campionato europeo di pallacanestro maschile.
- 9 giugno – Regno Unito: le elezioni politiche confermano la maggioranza dei conservatori guidati da Margaret Thatcher.
- 17 giugno – Napoli: vengono emessi 856 ordini di cattura contro uomini politici, avvocati e imprenditori accusati di collegamento con la Nuova camorra organizzata di Raffaele Cutolo (verrà definito il "venerdì nero della camorra"); coinvolto fra gli altri Franco Califano e il presentatore televisivo Enzo Tortora: tre anni dopo quest'ultimo sarà assolto con formula piena.
- 22 giugno – Roma: a quaranta giorni dalla sparizione di Mirella Gregori scompare in circostanze misteriose Emanuela Orlandi, figlia di un dipendente del Vaticano.
- 26-27 giugno – Italia: Si tengono le elezioni politiche del 1983: storica perdita del 6% da parte della DC.
- 30 giugno – dodicesima applicazione del minuto di 61 secondi
- 30 giugno – Nonostante la massiccia mobilitazione contro la loro installazione, inizia il dispiegamento degli euromissili presso la base NATO di Comiso(Sicilia).

### Luglio
- 21 luglio – Antartide: registrazione della temperatura più bassa di sempre nella base di Vostok: -89,2 °C
- 23 luglio – Canada: incredibile atterraggio dell'aereo Gimli Glider: nessuna vittima.
- 24-30 luglio – Sri Lanka: la rivolta anti-Tamil del "Black July" causa 5.638 morti.
- 29 luglio – Palermo: in Via Pipitone Federico un'autobomba imbottita di tritolo esplode uccidendo il giudice Rocco Chinnici, due agenti di scorta e il portiere dello stabile.

### Agosto
- 4 agosto – Il segretario del Partito Socialista Italiano Bettino Craxi diventa presidente del consiglio. Sarà il governo più longevo della prima Repubblica.
- 10 agosto – Ginevra: Licio Gelli evade dal carcere di Champ-Dollon. Il 19 agosto verrà concessa l'estradizione.
- 21 agosto – Filippine: assassinato a Manila il leader dell'opposizione Benigno Aquino, appena rientrato dall'esilio.

### Settembre
- 1º settembre – l'URSS abbatte sull'isola di Sachalin un aereo sudcoreano (Volo Korean Air Lines 007, in volo da New York a Seul, con scalo ad Anchorage) che sorvola per errore il territorio sovietico: muoiono 269 persone.
- 9 settembre – Scandicci (Firenze): due turisti tedeschi, Jens-Uwe Rüsch e Horst Wilhelm Meyer, entrambi di 24 anni, vengono assassinati a colpi di pistola a bordo del loro furgone Volkswagen T1. È il sesto duplice omicidio del cosiddetto Mostro di Firenze.
- 19 settembre – indipendenza di Saint Kitts e Nevis.
- 26 settembre – Stanislav Petrov evita la guerra nucleare; con l'incidente dell'equinozio d'autunno la tensione della guerra fredda raggiunge in questo periodo il suo culmine dopo il 1953.
- 27 settembre – USA: Richard Stallman annuncia la nascita del Progetto GNU.

### Ottobre
- 13 ottobre – A Chicago viene effettuata la prima chiamata commerciale al mondo con telefono cellulare mobile.
- 23 ottobre – Libano: un furgone imbottito di esplosivo viene fatto esplodere contro la caserma americana dei Marines, nella zona dell'Aeroporto Internazionale, a Beirut. Muoiono 241 marines statunitensi. Sono i primi attentati islamici agli Stati Uniti d'America.
- 25 ottobre
  - Grenada: le truppe degli Stati Uniti invadono l'isola (che si stava avviando verso una politica filo-comunista). L'operazione militare prende il nome di Urgent Fury.
  - Italia: vengono arrestati a San Paolo, in Brasile i boss di Cosa Nostra Tommaso Buscetta e Tano Badalamenti insieme ad altre otto persone.
  - Microsoft rilascia la prima versione di Word per DOS.

### Novembre
- 15 novembre – Cipro: viene proclamata la "Repubblica Turca di Cipro del Nord", mai riconosciuta dalla comunità internazionale.
- 17 novembre – nasce nel Chiapas l'EZLN (Esercito Zapatista di Liberazione Nazionale).

### Dicembre
- 7 dicembre – a causa della nebbia due aerei si scontrano tra loro nella pista dell'aeroporto di Madrid causando 90 morti.
- 10 dicembre – Argentina: decade la legge marziale e viene ristabilita la democrazia. Raúl Alfonsín diventa presidente.
- 17 dicembre – a Madrid nell'incendio della centralissima discoteca Alcalá 20 perdono la vita 82 persone e 27 riportano gravi ustioni.
- 18 dicembre – Tragedia di Nervi: 34 marinai di leva, in forza alla caserma della Marina Militare di Aulla, muoiono in un incidente stradale con il loro pullmino nei pressi di un viadotto dell’Autostrada A12, mentre si recavano a Torino per assistere alla partita Juventus-Inter.
- 27 dicembre – Giovanni Paolo II ha un breve colloquio di 21 minuti nel carcere di Rebibbia con il suo attentatore Mehmet Ali Ağca, al quale rinnova il proprio perdono.
- 31 dicembre – il Brunei proclama la sua indipendenza dal Regno Unito.

## Nati
Ci sono circa 5 170 voci su persone nate nel 1983; vedi la pagina Nati nel 1983 per un elenco descrittivo o la categoria Nati nel 1983 per un indice alfabetico.

## Morti
Ci sono circa 1 270 voci su persone morte nel 1983; vedi la pagina Morti nel 1983 per un elenco descrittivo o la categoria Morti nel 1983 per un indice alfabetico.

## Calendario
| Calendario 1983 | Calendario 1983 | Calendario 1983 | Calendario 1983 | Calendario 1983 | Calendario 1983 | Calendario 1983 | Calendario 1983 | Calendario 1983 | Calendario 1983 | Calendario 1983 | Calendario 1983 | Calendario 1983 | Calendario 1983 | Calendario 1983 | Calendario 1983 | Calendario 1983 | Calendario 1983 | Calendario 1983 | Calendario 1983 | Calendario 1983 | Calendario 1983 | Calendario 1983 | Calendario 1983 | Calendario 1983 | Calendario 1983 | Calendario 1983 | Calendario 1983 | Calendario 1983 | Calendario 1983 | Calendario 1983 | Calendario 1983 | Calendario 1983 |
| --------------- | --------------- | --------------- | --------------- | --------------- | --------------- | --------------- | --------------- | --------------- | --------------- | --------------- | --------------- | --------------- | --------------- | --------------- | --------------- | --------------- | --------------- | --------------- | --------------- | --------------- | --------------- | --------------- | --------------- | --------------- | --------------- | --------------- | --------------- | --------------- | --------------- | --------------- | --------------- | --------------- |
|                 | 1               | 2               | 3               | 4               | 5               | 6               | 7               | 8               | 9               | 10              | 11              | 12              | 13              | 14              | 15              | 16              | 17              | 18              | 19              | 20              | 21              | 22              | 23              | 24              | 25              | 26              | 27              | 28              | 29              | 30              | 31              |                 |
| Gennaio         | Sa              | Do              | Lu              | Ma              | Me              | Gi              | Ve              | Sa              | Do              | Lu              | Ma              | Me              | Gi              | Ve              | Sa              | Do              | Lu              | Ma              | Me              | Gi              | Ve              | Sa              | Do              | Lu              | Ma              | Me              | Gi              | Ve              | Sa              | Do              | Lu              |                 |
| Febbraio        | Ma              | Me              | Gi              | Ve              | Sa              | Do              | Lu              | Ma              | Me              | Gi              | Ve              | Sa              | Do              | Lu              | Ma              | Me              | Gi              | Ve              | Sa              | Do              | Lu              | Ma              | Me              | Gi              | Ve              | Sa              | Do              | Lu              |                 |                 |                 |                 |
| Marzo           | Ma              | Me              | Gi              | Ve              | Sa              | Do              | Lu              | Ma              | Me              | Gi              | Ve              | Sa              | Do              | Lu              | Ma              | Me              | Gi              | Ve              | Sa              | Do              | Lu              | Ma              | Me              | Gi              | Ve              | Sa              | Do              | Lu              | Ma              | Me              | Gi              |                 |
| Aprile          | Ve              | Sa              | Do              | Lu              | Ma              | Me              | Gi              | Ve              | Sa              | Do              | Lu              | Ma              | Me              | Gi              | Ve              | Sa              | Do              | Lu              | Ma              | Me              | Gi              | Ve              | Sa              | Do              | Lu              | Ma              | Me              | Gi              | Ve              | Sa              |                 |                 |
| Maggio          | Do              | Lu              | Ma              | Me              | Gi              | Ve              | Sa              | Do              | Lu              | Ma              | Me              | Gi              | Ve              | Sa              | Do              | Lu              | Ma              | Me              | Gi              | Ve              | Sa              | Do              | Lu              | Ma              | Me              | Gi              | Ve              | Sa              | Do              | Lu              | Ma              |                 |
| Giugno          | Me              | Gi              | Ve              | Sa              | Do              | Lu              | Ma              | Me              | Gi              | Ve              | Sa              | Do              | Lu              | Ma              | Me              | Gi              | Ve              | Sa              | Do              | Lu              | Ma              | Me              | Gi              | Ve              | Sa              | Do              | Lu              | Ma              | Me              | Gi              |                 |                 |
| Luglio          | Ve              | Sa              | Do              | Lu              | Ma              | Me              | Gi              | Ve              | Sa              | Do              | Lu              | Ma              | Me              | Gi              | Ve              | Sa              | Do              | Lu              | Ma              | Me              | Gi              | Ve              | Sa              | Do              | Lu              | Ma              | Me              | Gi              | Ve              | Sa              | Do              |                 |
| Agosto          | Lu              | Ma              | Me              | Gi              | Ve              | Sa              | Do              | Lu              | Ma              | Me              | Gi              | Ve              | Sa              | Do              | Lu              | Ma              | Me              | Gi              | Ve              | Sa              | Do              | Lu              | Ma              | Me              | Gi              | Ve              | Sa              | Do              | Lu              | Ma              | Me              |                 |
| Settembre       | Gi              | Ve              | Sa              | Do              | Lu              | Ma              | Me              | Gi              | Ve              | Sa              | Do              | Lu              | Ma              | Me              | Gi              | Ve              | Sa              | Do              | Lu              | Ma              | Me              | Gi              | Ve              | Sa              | Do              | Lu              | Ma              | Me              | Gi              | Ve              |                 |                 |
| Ottobre         | Sa              | Do              | Lu              | Ma              | Me              | Gi              | Ve              | Sa              | Do              | Lu              | Ma              | Me              | Gi              | Ve              | Sa              | Do              | Lu              | Ma              | Me              | Gi              | Ve              | Sa              | Do              | Lu              | Ma              | Me              | Gi              | Ve              | Sa              | Do              | Lu              |                 |
| Novembre        | Ma              | Me              | Gi              | Ve              | Sa              | Do              | Lu              | Ma              | Me              | Gi              | Ve              | Sa              | Do              | Lu              | Ma              | Me              | Gi              | Ve              | Sa              | Do              | Lu              | Ma              | Me              | Gi              | Ve              | Sa              | Do              | Lu              | Ma              | Me              |                 |                 |
| Dicembre        | Gi              | Ve              | Sa              | Do              | Lu              | Ma              | Me              | Gi              | Ve              | Sa              | Do              | Lu              | Ma              | Me              | Gi              | Ve              | Sa              | Do              | Lu              | Ma              | Me              | Gi              | Ve              | Sa              | Do              | Lu              | Ma              | Me              | Gi              | Ve              | Sa              |                 |

## Premi Nobel
In quest'anno sono stati conferiti i seguenti Premi Nobel:
- per la Pace: Lech Wałęsa
- per la Letteratura: William Golding
- per la Medicina: Barbara McClintock
- per la Fisica: Subramanyan Chandrasekhar, William A. Fowler
- per la Chimica: Henry Taube
- per l'Economia: Gérard Debreu